# Puente Viejo Club Náutico
Puente Viejo Club Náutico är en ort i Mexiko.   Den ligger i kommunen Juanacatlán och delstaten Jalisco, i den centrala delen av landet, 400 km väster om huvudstaden Mexico City. Puente Viejo Club Náutico ligger 1 507 meter över havet och antalet invånare är 138.
Terrängen runt Puente Viejo Club Náutico är varierad, och sluttar norrut. Runt Puente Viejo Club Náutico är det ganska tätbefolkat, med 239 invånare per kvadratkilometer. Närmaste större samhälle är Tlaquepaque, 17,7 km nordväst om Puente Viejo Club Náutico. I omgivningarna runt Puente Viejo Club Náutico växer huvudsakligen savannskog.